# Anavi Ádám
Anavi Ádám (született: Frucht Ferenc) (Torda, 1909. február 26. – Temesvár, 2009. február 23.) romániai magyar költő, író, irodalom szakos tanár.

## Életrajza
Tanulmányait szülővárosában kezdte meg, a kolozsvári Ferdinánd Tudományegyetem filozófia szakán szerzett diplomát. 1937-től egészen 1971-ig, nyugdíjazásáig filozófiát és magyar irodalmat tanított Temesváron. 1928-tól erdélyi lapokban publikált, szépirodalmi munkásságát az 1940-es évek elején kezdte. Sokáig az Igaz Szó című lap munkatársa volt. Verseire a finom zeneiség, a lírai hangulatok jellemzőek. Műfordítói tevékenysége is jelentős. Munkatársa volt a két évfolyamot megért Játékszínnek.
Századik születésnapja előtt három nappal hunyt el. A temesvári Csiky Gergely színház a születésnapjára időzítette II. Matyi című történelmi vígjátékának bemutatóját. Anavi Ádám születésnapja megünneplésére a Román Írószövetség is készült, a rendezvényen a román művelődési miniszter magas kitüntetést adott volna át a költőnek. Anavi Ádámot 2009. február 26. temették el a temesvári zsidótemetőben.

## Munkássága
Világkönyvtár! 

most már ő dönt a tegnap és holnap nagy vitáján 

mindent tud 

mindent helyettesít

és tizenhét teremben

betűrendben megszerkeszti

Anavi Ádám 

ígért és elképzelt verseit

mindent 

amit a világon máig írtak

és írni fognak 

legyen az vers regény

kiejtés-gyűjtemény

vagy interplanetáris űrhajóknak
 
közlekedési tervezet

Első, az Öregek igazsága című színművét tartalmazó kötete 1940-ben jelent meg Temesváron. Életében öt darabja került színre. Első verseskötete 1944-ben jelent meg Hess, szegénység címen. 96. születésnapjára, 2004-ben Válogatott versek  címen jelent meg válogatás költői terméséből; e kötet tartalmazta a kommunista diktatúra által cenzúrázott alkotásait is. Egyéb ismertebb alkotásai:
Indulnak hadirendben (versek, 1953); Etika és kibernetika (versek, 1970); Kecskelovag (mesejáték, 1971); Metaforás idők (összegyűjtött versek 1959-1969, Temesvár, 1974); Csülök és a többi négy (gyermekversek, Temesvár, 1977); Szembesítés többedmagammal (versek, 1988); A sanda mészáros szemével, avagy Napóleon poloskája (versek, Temesvár, 1996); Válogatott versek (Concord Media, Arad, 2004); Élj sokáig, halj meg gyorsan... Kötetben nem található versek (Excelsior Art, Timişoara, 2010).

## Díjak, elismerések
- 1970-ben a Temesvári Írói Egyesület díját nyerte el.
- 1990-től a Román Írószövetség több díját is megkapta.